# Руаумоко
Руаумоко (Ruaumoko или Ruamoko) — бог вулканов и землетрясений в мифологии маори.

## История
Руаумоко — младший сын бога-неба Ранги и богини-земли Папы. Он никогда не рождался и остаётся в утробе матери. Его движения и толчки в лоне матери, согласно мифологии, порождают землетрясения и извержения вулканов. Эти землетрясения также, согласно легендам, приводят к смене времён года.
В других версиях мифа Руаумоко, оторвался от матери-земли и провалился в подземный мир. Когда он передвигается в подземном мире, происходят землетрясения. Также, он считается вторым мужем Хине-нуи-те-по, богини смерти, которая сбежала в подземный мир от своего первого мужа Тане, когда узнала, что тот приходится её отцом.
В честь Руаумоко назван проект новозеландских учёных по исследованию и прогнозу будущих извержений вулканов.